# .ro
.ro е интернет домейн от първо ниво за Румъния. Администрира се от Националния институт за R&D в информатика. До декември 2007 са регистрирани около 250 000 домейна под .ro. През юни 2008 гугъл дава около 6,8 милиона резултата за същия домейн. През юли 2009 има около 430 000 домейн имена .ro.

## Домейни от второ ниво
- .arts.ro
- .com.ro
- .firm.ro
- .info.ro
- .nom.ro
- .nt.ro
- .org.ro
- .rec.ro
- .store.ro
- .tm.ro
- .www.ro